# Sam Clovis
Samuel H. «Sam» Clovis Jr. (Salina, Kansas; 18 de septiembre de 1949) es una figura política, exoficial de la Fuerza Aérea de los Estados Unidos y presentador de programas de radio estadounidense. Clovis es actualmente el asesor principal de la Casa Blanca para el Departamento de Agricultura de los Estados Unidos.
Clovis, sin éxito, se postuló para tesorero del estado de Iowa en las elecciones de 2014. Fue el copresidente nacional de la campaña de Donald Trump en las elecciones presidenciales de 2016. En enero de 2017, Trump nombró a Clovis asesor principal de la Casa Blanca para el Departamento de Agricultura. En julio de 2017, Trump nominó a Clovis como Subsecretario de Agricultura para Investigación, Educación y Economía en el Departamento de Agricultura. El 2 de noviembre de 2017, Clovis se retiró de la consideración del nombramiento después de las noticias de su participación en la investigación del fiscal especial de los Estados Unidos de 2017.

## Primeros años y educación
Clovis nació en Salina, Kansas, y creció en Medora, Kansas. Como estudiante de último año de secundaria, fue aceptado en la Academia Militar de los Estados Unidos y en la Academia de la Fuerza Aérea de los Estados Unidos. Se graduó de Buhler High School y asistió a la Academia de la Fuerza Aérea en Colorado Springs, donde obtuvo una licenciatura en ciencia política. 
Clovis recibió un MBA de la Universidad Golden Gate en 1984, y asistió al programa de seguridad nacional en la Universidad de Georgetown. Obtuvo un doctorado en administración pública (D.A.P.) de la Universidad de Alabama en 2006. Su tesis versó sobre el federalismo y la preparación de la seguridad nacional.

## Carrera
Clovis sirvió en la Fuerza Aérea durante 25 años (1971-96). Fue piloto de guerra e instructor y sirvió en El Pentágono, Medio Oriente y como comandante del 70.º Escuadrón de Cazas. Se elevó al rango de coronel y se retiró como el inspector general del NORAD y el Comando Espacial de los Estados Unidos.
Después de retirarse de la Fuerza Aérea, Clovis trabajó para BETAC (1996-97) y Northrop Grumman (1997-2000). En 2000, se mudó a Iowa y trabajó en la Universidad William Penn en Oskaloosa, hasta 2003. En 2003 trabajó para Booz Allen Hamilton durante un año; de 2004 a 2010 trabajó para el Instituto de Seguridad Nacional, ahora el Instituto de Estudios y Análisis de Seguridad Nacional. En 2005 comenzó a trabajar en Morningside College en Sioux City, Iowa, como profesor, impartiendo clases sobre negocios, administración y políticas públicas.
En enero de 2010, Clovis comenzó a presentar su propio programa de radio «Impact with Sam Clovis» en KSCJ-AM. Casi al mismo tiempo, se hizo activo en el Partido Republicano y se desempeñó como delegado de la convención estatal en 2010. En 2012, apoyó y realizó una campaña con Rick Santorum, que ganó las asambleas electorales de Iowa. Fue presidente de la convención republicana del cuarto distrito y delegado suplente de la Convención Nacional Republicana de 2012.
En el otoño de 2013, Clovis tomó un año sabático de su cátedra en Morningside College para seguir una carrera política. Fue candidato en las primarias republicanas para el Senado en Iowa, terminando segundo después de Joni Ernst, con el 19 por ciento de los votos, el 3 de junio de 2014. Más tarde en junio, en la convención estatal de Iowa, Clovis fue seleccionado como el candidato republicano para el tesorero del estado de Iowa, corriendo contra el titular demócrata Michael Fitzgerald. En noviembre, Clovis perdió ante Fitzgerald, 53% a 44%.

### Consejero de Donald Trump y funcionario de la administración Trump
En 2015, Clovis trabajó en la campaña presidencial de Rick Perry, pero se fue en agosto de 2015 para unirse a la campaña presidencial de Donald Trump como asesor de políticas. Luego tomó un permiso sin sueldo de Morningside College, y se fue de forma permanente más adelante en 2015.
Clovis se convirtió en el copresidente nacional del equipo de campaña de Trump y se desempeñó como vocero frecuente en canales de noticias por cable. Después de que Trump asumió como presidente en enero de 2017, nombró a Clovis asesor principal de la Casa Blanca para el Departamento de Agricultura de los Estados Unidos.
En julio de 2017, Trump nominó a Clovis para el cargo de Subsecretario de Agricultura de Investigación, Educación y Economía, el principal puesto de ciencias del Departamento de Agricultura. La nominación atrajo la atención porque este puesto es tradicionalmente ocupado por un científico, y Clovis no tiene antecedentes científicos. Un estatuto requiere que el nominado para el puesto sea elegido entre «científicos distinguidos con capacitación especializada o experiencia significativa en investigación agrícola, educación y economía».
En octubre de 2017, el exasesor de campaña de Trump, George Papadopoulos, se declaró culpable de mentir a agentes federales sobre sus contactos con el gobierno de Rusia durante la campaña. Papadopoulos fue acusado por el fiscal especial Robert Mueller como parte de su investigación sobre las acusaciones de interferencia rusa en las elecciones estadounidenses de 2016. De acuerdo con registros judiciales, Papadopoulos había sido contratado para unirse al equipo asesor de política exterior de Trump a principios de marzo de 2016 por un «supervisor de campaña» identificado más tarde como Clovis. En una reunión el 6 de marzo, se informó que Clovis le dijo a Papadopoulos que «un enfoque principal de la política exterior de la campaña fue una mejor relación de los Estados Unidos con Rusia», pero Clovis niega haber dicho eso. Durante los siguientes meses, Papadopoulos hizo intentos repetidos pero infructuosos de organizar reuniones o contactos entre funcionarios rusos y Trump o sus representantes de campaña. Clovis fue identificado como un supervisor de campaña que alentó a Papadopoulos a viajar a Rusia y reunirse con funcionarios rusos para establecer relaciones con el Kremlin. Se informó que Clovis habló con investigadores de la fiscalía especial y testificó ante el gran jurado federal que investiga el asunto.
El 2 de noviembre de 2017, Clovis se retiró de la consideración para el cargo de Subsecretario de Agricultura después de que él fuera vinculado a la investigación del fiscal especial. Su nombramiento para Subsecretario de Agricultura no fue formalmente retirado por el presidente Trump, sino que fue devuelto sin confirmar al Presidente por el Senado de los Estados Unidos el 3 de enero de 2018 bajo el Artículo XXXI, párrafo 6 de las Reglas Permanentes del Senado de los Estados Unidos.

## Puntos de vista

### Barack Obama
En agosto de 2017, CNN informó sobre la existencia de un blog ahora difunto que Clovis había mantenido principalmente entre 2011 y 2012. En publicaciones de blog a las que se accedió a través de Wayback Machine, Clovis criticó al presidente Barack Obama y al movimiento progresista en los Estados Unidos, acusando a Obama de ser un socialista y escribiendo que los progresistas eran «mentirosos, traficantes de razas y traidores a la raza». Un vocero del Departamento de Agricultura respondió que Clovis «es un orgulloso conservador y un orgulloso estadounidense. Todos sus informes, ya sea en el aire o por escrito el curso de su carrera se han basado en investigaciones y datos sólidos. Después de todo, es un académico». En 2011, Clovis dijo que Obama «utiliza su raza autoidentificada como un garrote para atacar a cualquiera que pueda estar en desacuerdo con él ... El hecho de que él es un socialista, no cree en la Ley Natural o los Derechos Naturales, se indigna ante la mera existencia de la Constitución y no puede aceptar la excepcionalidad de esta nación, probablemente no tiene nada que ver con por qué tanta gente no está de acuerdo con él y su sistema de valores».

### Cambio climático
Clovis ha descrito la investigación climática como «ciencia basura», y dijo que el consenso científico sobre el cambio climático «no fue probado». En 2014, le dijo a la Radio Pública de Iowa que es escéptico sobre el cambio climático.

### Educación
En 2011, Clovis dijo que las escuelas adoctrinaban a los estudiantes con conceptos que según él van en contra de los ideales de la fundación de los Estados Unidos, como «ambientalismo», «racismo», «feminismo» y «pacifismo». Dijo que estos son «-ismos» que «tienden a deformar y torcer la lógica y el desarrollo intelectual de los niños».

### Derechos LGBT
Clovis ha dicho que la homosexualidad es una opción y que la sanción del matrimonio entre personas del mismo sexo podría conducir a la legalización de la pedofilia.

## Vida personal
Clovis vive en Hinton, Iowa, junto con su esposa Charlotte. Él tiene dos hijos adultos de un primer matrimonio y un hijastro, Khan. Es católico.